# Michael Sheen
Michael Christopher Sheen (ur. 5 lutego 1969 w Newport) – walijski aktor, producent i działacz polityczny.

## Wczesne lata
Urodził się w Newport w Walii jako syn Margaret, sekretarki, i Meyricka Sheena, kierownika personelu British Steel Corporation. Ma młodszą siostrę Joanne. Kształcił się w Blaenbaglan Primary School, Glan Afan Comprehensive School i wreszcie w Neath Port Talbot College, gdzie ukończył maturę z angielskiego, dramatu i socjologii. Rozważał naukę angielskiego na uniwersytecie, ale zamiast tego zdecydował się uczęszczać do szkoły teatralnej. W 1988 przeniósł się do Londynu, gdzie w 1991 ukończył Royal Academy of Dramatic Art. Dorabiał w walijskiej restauracji typu fast food Burger Master i na drugim roku studiów otrzymał stypendium.

## Kariera
W 1991 zadebiutował na scenie Gielgud Theatre w roli Alexandrosa Eliopolosa w sztuce Kiedy tańczyła. Po występie w Royal National Theatre w przedstawieniu Neon Gravy (1991), odniósł sukces w Royal Exchange w Manchesterze w roli Romeo Monteki w tragedii szekspirowskiej Romeo i Julia (1992). Rola Perdicana w sztuce Alfreda de Musset Nie igra się z miłością (1993) przyniosła mu nominację do nagrody im. Iana Charlesona. Był nominowany do Laurence Olivier Award za występy jako Wolfgang Amadeus Mozart w Amadeuszu Petera Shaffera (1998–1999) i jako David Frost w spektaklu Frost/Nixon Petera Morgana (2006–2007), prezentowane też na Broadwayu.
Po występie jako Joe w miniserialu BBC One Gallowglass (1993) na podstawie powieści Ruth Rendell, zadebiutował na kinowym ekranie w roli Lodovico w ekranizacji Otella Williama Szekspira – Otello (Othello, 1995) w reż. Olivera Parkera. W filmie biograficznym Wilde. Historia pisarza (1997) zagrał Robbiego Rossa. Jako Mark Furness, były architekt, który zmaga się z utrudniającymi mu normalne funkcjonowanie nawykami i tikami nerwowymi w telewizyjnym komediodramacie ITV Dirty Filthy Love (2004) był nominowany do Nagrody Telewizyjnej BAFTA. W komedii romantycznej Pozew o miłość (Laws of Attraction, 2004) pojawił się jako gwiazda rocka Thorne Jamison.
Dwukrotnie wcielił się w postać premiera Tony’ego Blaira w dwóch filmach Stephena Frearsa – produkcji telewizyjnej Channel 4 Umowa (The Deal, 2003) i dramacie biograficznym Królowa (The Queen, 2006), a za kinową kreację Blaira zdobył nominację do Nagrody BAFTA dla najlepszego aktora drugoplanowego. Rola dziennikarza i gospodarza programów telewizyjnych David Frosta w dramacie politycznym Rona Howarda Frost/Nixon (2008) został uhonorowany nagrodą „London Evening Standard”. W biograficznym komediodramacie sportowym Toma Hoopera Przeklęta liga (The Damned United, 2009) wystąpił w roli butnego i utalentowanego trenera piłkarskiego Briana Clougha. Jako seksuolog William H. Masters w serialu Showtime Masters of Sex (2013–2016) był nominowany do Złotego Globu dla najlepszego aktora w serialu dramatycznym. Za rolę anioła Aziraphale, handlarza rzadkimi książkami w serialu BBC Two Dobry omen (Good Omens, 2019) otrzymał nominację do Nagrody Saturna w kategorii najlepszy drugoplanowy aktor telewizyjny.

## Życie prywatne
W latach 1995–2003 był związany z aktorką Kate Beckinsale, z którą ma córkę Lily Mo Sheen (ur. 31 stycznia 1999). Od września 2010 do lutego 2013 tworzył związek z aktorką Rachel McAdams, z którą wystąpił w komedii romantycznej O północy w Paryżu (2011). Od lutego 2014 do grudnia 2017 był związany z Sarah Silverman. W grudniu 2018 związał się z aktorką Anną Lundberg.

## Filmografia
- Gallowglass (1993) jako Joe
- Otello (Othello, 1995) jako Ludwiko
- Mary Reilly (1996) jako Bradshaw
- Wilde. Historia pisarza (Wilde, 1997) jako Robbie Ross
- Lost in France (1998) jako Owen
- Animated Epics: Beowulf (1998) jako Wiglaf (głos)
- Doomwatch: Winter Angel (1999) jako Anioł (głos)
- Heartlands (2002) jako Colin
- Cena honoru (The Four Feathers, 2002) jako Trench
- Bright Young Things (2003) jako Miles
- Underworld (2003) jako Lucian
- Linia czasu (Timeline, 2003) jako lord Oliver
- The Deal (2003) jako Tony Blair
- Pozew o miłość (Laws of Attraction, 2004) jako Thorne Jamison
- Dirty Filthy Love (2004) jako Mark Furness
- Królestwo niebieskie (Kingdom of Heaven, 2005) jako ksiądz
- Powrót na Zieloną Wyspę (Dead Long Enough, 2005) jako Harry Jones
- Krwawy diament (Blood Diamond, 2006) jako Simmons
- Underworld: Evolution (2006) jako Lucian
- Królowa (The Queen, 2006) jako Premier Tony Blair
- Dangerous Parking (2006) jako Noah Arkwright
- Music Within (2007) jako Art Honeyman
- Frost/Nixon (2008) jako David Frost
- Underworld: Bunt lykanów (2009) jako Lucian
- Saga „Zmierzch”: Księżyc w nowiu (The Twilight Saga: New Moon, 2009) jako Aro
- Przeklęta liga (The Damned United, 2009) jako Brian Clough
- Alicja w Krainie Czarów (Alice in Wonderland, 2010) jako Biały Królik
- Tron: Dziedzictwo (TRON: Legacy, 2010) jako Castor
- Władcy świata (The Special Relationship, 2010) jako Tony Blair
- Bez reguł (Unthinkable, 2010) jako Steven Arthur Younger
- O północy w Paryżu (Midnight in Paris, 2011) jako Paul Bates
- Saga „Zmierzch”: Przed świtem – część 2 (The Twilight Saga: Breaking Dawn - Part 2, 2012) jako Aro Volturi
- Z dala od zgiełku (2015) jako William Boldwood
- Wzloty i upadki Normana (2016) jako Phillip Cohen
- Pasażerowie (Passengers, 2016) jako Arthur
- Zwierzęta nocy (Nocturnal Animals, 2016) jako Carlos
- Wszyscy moi mężczyźni (2017) jako Austen
- Brad's Status (2017) jako Craig Fisher
- Apostoł (Apostle, 2018) jako prorok Malcolm
- Good Omens (2019) jako Azirafal
- Sprawa idealna (The Good Fight, 2019) jako Roland Blum
- Quiz (2020) jako Chris Tarrant
- Doktor Dolittle (Dolittle, 2020) jako dr Blair Müdfly
- Wystawieni (Staged, 2021) jako Michael Sheen
- Syn marnotrawny (Prodigal Son, 2021) jako dr Martin Whitly